# کامران قاسم‌پور
کامران قاسم‌پور (زادهٔ ۲۶ آذر ۱۳۷۵)، کشتی‌گیر اهل ایران است که در دستهٔ ۹۲ کیلوگرم کشتی آزاد به رقابت می‌پردازد. او بهترین زیرگیر حال حاضر در کشتی و قهرمان دو دورهٔ پیاپی مسابقات قهرمانی کشتی جهان در سال‌های ۲۰۲۱ و ۲۰۲۲، و همچنین قهرمان دو دورهٔ مسابقات قهرمانی کشتی آسیا در سال‌های ۲۰۱۹ و ۲۰۲۱ است. قاسم‌پور در مسابقات قهرمانی زیر ۲۳ سال جهان نیز در سال‌های ۲۰۱۸ و ۲۰۱۹ به قهرمانی رسید.

## فعالیت حرفه‌ای ورزشی

### زیر ۲۳ سال جهان ۲۰۱۸
در وزن ۸۶ کیلوگرم کامران قاسم پور پس از استراحت در دور اول، در دور دوم با نتیجه ۱۰ بر صفر از سد لارس شافله از آلمان گذشت وی در دور بعد و در مرحله یک چهارم نهایی مقابل عارف اوزن از ترکیه با نتیجه ۱۰ بر صفر پیروز و راهی مرحله نیمه نهایی شد. قاسم پور در این مرحله گانخویاگ گانباتار از مغولستان را با نتیجه ۴ بر صفر مغلوب کرد و به دیدار فینال راه یافت. وی در دیدار پایانی آرتور نایفونوف از روسیه را با نتیجه ۴ بر یک مغلوب کرد و به مدال طلا دست یافت.

### قهرمانی آسیا ۲۰۱۹
در وزن ۸۶ کیلوگرم کامران قاسم پور پس از استراحت در دور اول در دور دوم با نتیجه ۱۰ بر صفر مقابل بهادر کودیروف از تاجیکستان پیروز شد و به دیدار نیمه نهایی راه یافت. وی در این دیدار مقابل دیپاک پونیا از هند در کمتر از ۴۰ ثانیه با نتیجه ۱۰ بر صفر به پیروزی رسید و راهی دیدار فینال شد. قاسم پور در این دیدار نیز با نتیجه ۱۰ بر صفر علی گادجی گامیدگادجیف (روسی الاصل) از قرقیزستان را از پیش رو برداشت و به مدال طلا رسید.

### زیر ۲۳ سال جهان ۲۰۱۹
در وزن ۸۶ کیلوگرم کامران قاسم پور در دور نخست با نتیجه ۵ بر صفر هوانس مخیتاریان از ارمنستان را مغلوب کرد وی در دور دوم در مصاف با کریستوف سادوویک از لهستان با نتیجه ۶ بر صفر به پیروزی دست یافت و راهی دور سوم شد. قاسم پور در این دور و در مرحله یک چهارم نهایی با نتیجه ۳ بر صفر گانخویاک گانباتار از مغولستان را شکست داد و به مرحله نیمه نهایی راه یافت. وی در این مرحله در یک کشتی نفسگیر با نتیجه ۴ بر ۴ از سد عثمان گوجن از ترکیه گذشت و راهی دیدار فینال شد. قاسم پور در دیدار فینال با نتیجه ۹ بر ۳ مقابل گادجی مراد ماگومدسعیداف از آذربایجان پیروز شد و به مدال طلا دست یافت.

### قهرمانی آسیا ۲۰۲۱
در وزن ۹۲ کیلوگرم کامران قاسم‌پور پس از استراحت در دور نخست در دور دوم مقابل سانجیت از هند با نتیجه ۱۰ بر صفر به برتری دست یافت و راهی مرحله نیمه نهایی شد. وی در این مرحله مقابل رستم شودیف از ازبکستان با نتیجه ۱۱ بر صفر به پیروزی رسید و راهی دیدار فینال شد. قاسم‌پور توانست در فینال مونخباتارین سوگتگرال از مغولستان را با نتیجه ۱۰ بر صفر شکست دهد و به مدال طلا برسد.

### قهرمانی جهان ۲۰۲۱
در وزن ۹۲ کیلوگرم کامران قاسم‌پور پس از استراحت در دور اول در دور دوم با نتیجه ۷ بر صفر از سد آندری ولاسوف از اوکراین گذشت و راهی مرحله یک چهارم نهایی شد. وی در دور بعد با نتیجه ۸ بر ۱ ایراکلی متسیتوری دارنده مدال برنز جهان از گرجستان را مغلوب کرد و به مرحله نیمه نهایی راه یافت. قاسم‌پور در این مرحله جیدن کاکس قهرمان جهان از آمریکا را با نتیجه ۳ بر ۳ شکست داد و راهی فینال شد. این اولین باخت جیدن کاکس برابر یک ایرانی بود. قاسم‌پور در دیدار فینال به مصاف ماگومد قربان‌اف قهرمان اروپا از روسیه رفت و توانست با نتیجه ۸ بر ۴ به پیروزی برسد و صاحب مدال طلا شود.

### قهرمانی جهان ۲۰۲۲
کامران قاسم‌پور در مبارزهٔ حساس فینال وزن ۹۲ کیلوگرم کشتی آزاد قهرمانی جهان در بلگراد، با مغلوب کردن حریف سرسخت آمریکایی، جیدن کاکس، نخستین مدال طلای تیم ملی ایران را در مسابقات صربستان ۲۰۲۲ ثبت کرد.
کامران قاسم‌پور که دارندهٔ مدال طلای بزرگسالان و امیدهای جهان است، ابتدا ادلان ویسخانوف از فرانسه را با نتیجه ۱۰ بر صفر شکست داده بود و سپس راهی مرحله یک چهارم نهایی شد. وی در این مرحله احمد باتایف از بلغارستان را با نتیجه ۷ بر ۲ شکست داد و به مرحلهٔ نیمه نهایی راه یافت.
کامران قاسم‌پور در مبارزه مرحله نیمه‌نهایی با میریانی مایسورازده از گرجستان روبرو شد و حریف خود را ۵ بر صفر شکست داد و راهی فینال شد.
وی در فینال جهانی یک‌بار دیگر به مصاف «جِیدن کاکس» دارنده مدال طلای جهان و برنز المپیک از آمریکا رفت و توانست با گرفتن یک خم و دوخم حریف خود، او را خاک کند و ۲ امتیاز کسب کند. در ادامه کاکس برای عبور از دستان پرقدرت قاسم‌پور ناکام ماند تا مبارزه حساس فینال وزن ۹۲ کیلوگرم با نتیجه ۲ بر صفر به سود کامران قاسم پور به اتمام برسد و او ضمن کسب نخستین طلای تیم ملی ایران در پیکارهای جهانی۲۰۲۲ بلگراد، دومین طلای جهانی خود را نیز کسب کند.

#### قهرمانی جهان ۲۰۲۴
قاسم پور در مسابقات قهرمانی جهان تیرانا آلبانی پس از پیروزی مقابل تاکاشی ایشیگورو از ژاپن، فیض‌الله آکتورک از ترکیه و ایوان ایچیزلی از مولداوی به نیمه‌نهایی مسابقات رسید. قاسم پور در نیمه نهایی مغلوب عبدالرشید سعدالله‌اف از روسیه شد. پس از رسیدن سعدالله‌اف به فینال، قاسم پور در مبارزه برای مقام سومی با دیوید تیلور از آمریکا شکست خورد و به مقام پنجمی قهرمانی کشتی جهان ۲۰۲۴ دست یافت.

## مصدومیت
کامران قاسم‌پور در تاریخ ۲۹ خرداد ۱۴۰۲ در جریان تمرینات تیم ملی کشتی آزاد دچار تشدید آسیب‌دیدگی از ناحیه کشاله ران شد و لنگ لنگان تشک کشتی را ترک کرد. پس از آزمایش ام آر آی از پای این کشتی‌گیر خبرها حاکی از پارگی ۹۰ درصدی کشاله ران پای او داد و به مسابقات قهرمانی جهان در بلگراد ۲۰۲۳ نرسیده است.

## نتایج رسمی در رقابت‌های جهانی و المپیک (بزرگسالان)
| Senior Freestyle Matches            | Senior Freestyle Matches            | Senior Freestyle Matches            | Senior Freestyle Matches            | Senior Freestyle Matches            | Senior Freestyle Matches            | Senior Freestyle Matches            |  |
| Res.                                | Record                              | Opponent                            | Score                               | Date                                | Event                               | Location                            |  |
| مسابقات جهانی ۲۰۲۲ صربستان در ۹۲ ک‌گ | مسابقات جهانی ۲۰۲۲ صربستان در ۹۲ ک‌گ | مسابقات جهانی ۲۰۲۲ صربستان در ۹۲ ک‌گ | مسابقات جهانی ۲۰۲۲ صربستان در ۹۲ ک‌گ | مسابقات جهانی ۲۰۲۲ صربستان در ۹۲ ک‌گ | مسابقات جهانی ۲۰۲۲ صربستان در ۹۲ ک‌گ | مسابقات جهانی ۲۰۲۲ صربستان در ۹۲ ک‌گ |  |
| ----------------------------------- | ----------------------------------- | ----------------------------------- | ----------------------------------- | ----------------------------------- | ----------------------------------- | ----------------------------------- |  |
| برنده                               | ۴–۰                                 | جیدن کاکس                           | ۲–۰                                 | ۱۷ سپتامبر ۲۰۲۲                     | قهرمانی جهان                        | بلگراد، صربستان                     |  |
| برنده                               | ۳–۰                                 | میریانی مایسورادزه                  | ۵–۰                                 | ۱۶ سپتامبر ۲۰۲۲                     | قهرمانی جهان                        | بلگراد، صربستان                     |  |
| برنده                               | ۲–۰                                 | احمد باتایف                         | ۷–۲                                 | ۱۶ سپتامبر ۲۰۲۲                     | قهرمانی جهان                        | بلگراد، صربستان                     |  |
| برنده                               | ۱–۰                                 | ادلان ویسخانوف                      | ۱۰–۰                                | ۱۶ سپتامبر ۲۰۲۲                     | قهرمانی جهان                        | بلگراد، صربستان                     |  |
| مسابقات جهانی ۲۰۲۱ نروژ در ۹۲ ک‌گ    |                                     |                                     |                                     |                                     |                                     |                                     |  |
| برنده                               | ۴–۰                                 | ماگومد قربان‌اف                      | ۸–۴                                 | ۴ اکتبر ۲۰۲۱                        | قهرمانی جهان                        | اسلو، نروژ                          |  |
| برنده                               | ۳–۰                                 | جیدن کاکس                           | ۳–۳                                 | ۳ اکتبر ۲۰۲۱                        | قهرمانی جهان                        | اسلو، نروژ                          |  |
| برنده                               | ۲–۰                                 | ایراکلی متسیتوری                    | ۸–۱                                 | ۳ اکتبر ۲۰۲۱                        | قهرمانی جهان                        | اسلو، نروژ                          |  |
| برنده                               | ۱–۰                                 | آندری ولاسوف                        | ۷–۰                                 | ۳ اکتبر ۲۰۲۱                        | قهرمانی جهان                        | اسلو، نروژ                          |  |